# Rosendo Hernández
Rosendo Hernández González (Santa Cruz de La Palma, España, 11 de marzo de 1922 — ib., 3 de agosto de 2006) fue un futbolista y entrenador de fútbol español. Jugaba como centrocampista.

## Trayectoria
Sus inicios como futbolista fueron en su isla natal de La Palma jugando en los equipos de la capital: Tenisca y Mensajero. Al acabar la guerra civil marchó a la península donde ingresa en la Cultural Leonesa, jugando hasta 1944. El Atlético de Madrid le incorpora en la temporada 1944-45. Coincidió con otros jugadores canarios como Paco Campos y Arencibia, pero su escasa participación lo hizo marcharse al R. C. D.  Español.
En el Español pasa seis temporadas, todas en Primera División con notables estadísticas y grandes actuaciones. Tras el mundial de Brasil ficha por el Real Zaragoza, con quienes consigue el ascenso a Primera. Tras una temporada más, en 1952 se fue a la U. D. Las Palmas, con la que esta vez no consiguió ascender y decide dejar el futbol profesional.
Volvió a Zaragoza, donde alternó el fútbol amateur en el Escoriaza y se incorporó a los servicios técnicos del Real Zaragoza y obtuvo el título de entrenador nacional. Su debut como entrenador profesional fue en la U. D. Las Palmas en 1962. Siguió su carrera en diversos equipos de primera y segunda división como Betis, Córdoba, Elche, Tudelano o Las Palmas (de nuevo). Acabó su carrera en su ciudad natal entrenado a Mensajero y Tenisca.

## Selección nacional,
Fue cuatro veces internacional con España, participando en el mundial de Brasil, donde alcanzó el cuarto puesto.

## Clubes

### Como jugador
| Club              | País   | Año       |
| ----------------- | ------ | --------- |
| Cultural Leonesa  | España | 1942-1944 |
| Atlético Aviación | España | 1944-1945 |
| R. C. D. Espanyol | España | 1944-1950 |
| Real Zaragoza     | España | 1950-1952 |
| U. D. Las Palmas  | España | 1952-1953 |
| S. D. Escoriaza   | España | 1953-1954 |

### Como entrenador
| Club             | País   | Año     |
| ---------------- | ------ | ------- |
| U. D. Las Palmas | España | 1962-63 |
| Córdoba C. F.    | España | 1963-64 |
| Elche C. F.      | España | 1964-65 |
| Real Betis       | España | 1964-65 |
| U. E. Lleida     | España | 1966-67 |
| U. D. Las Palmas | España | 1969-71 |
| Real Zaragoza    | España | 1971-72 |
| Tudelano         | España | 1972-79 |
| C. D. Mensajero  | España | 1984-86 |
| S. D. Tenisca    | España | 1986-88 |